# Peter Mensah
Peter Mensah (Chiraa, Ghana, 27 d'agost de 1959) és un actor ghanés i anglès, més conegut pels seus papers a les pel·lícules Llàgrimes del sol, Hidalgo, 300, i sèries de televisió com Spartacus: Blood and Sand, Spartacus: Gods of the Arena, i Spartacus: Vengeance.

## Primers anys de vida
Mensah va néixer a Chiraa, Ghana, i prové d'una família acadèmica. Va néixer de pares de la regió de Brong Ahafo, i es va traslladar a Hertfordshire, Anglaterra, amb el seu pare, Peter Osei Mensah, enginyer, la seva mare, escriptora i dues germanes petites de ben jove. Mensah va començar a practicar arts marcials als sis anys.

## Carrera
Els crèdits cinematogràfics de Mensah inclouen Avatar, 300, Hidalgo, Llàgrimes del sol, Jason X, Joc Perillós, Bless the Child i The Incredible Hulk. També protagonitza el curtmetratge The Seed, produït i dirigit pel DJ Joe Hahn de Linkin Park. Ha fet aparicions televisives a Star Trek: Enterprise, Tracker, Witchblade, Blue Murder, Relic Hunter, Earth: Final Conflict, Highlander: The Raven i La Femme Nikita. Va ser membre del repartiment de repertori de la sèrie d'A&amp;E Network A Nero Wolfe Mystery i Terminator: The Sarah Connor Chronicles.
Va donar la veu i l'aspecte del sgt. Zach Hammond al videojoc Dead Space d'EA.
Mensah va interpretar el personatge Enòmau a Spartacus i va estar al panell d'Spartacus a la Comic Con 2009 i 2011. Va tenir un paper recurrent a la cinquena temporada de True Blood.
És la veu de Predaking, el líder semblant al drac dels Predacons a Transformers: Prime.

## Filmografia

### Pel·lícules
| Any  | Títol                                  | Paper                                   | Notes            |
| ---- | -------------------------------------- | --------------------------------------- | ---------------- |
| 1999 | Striking Poses                         | Recepcionista guapo                     |                  |
| 2000 | Bruiser                                | Skinhead                                |                  |
| 2000 | Beneeix the Child                      | Conserge de la bona samaritana          |                  |
| 2000 | The Perfect Son                        | Tall Gay Basher                         |                  |
| 2001 | Joc perillós                           | Cyrill el majordom                      |                  |
| 2001 | Jason X                                | Sgt. Brodski                            |                  |
| 2002 | Triggerman                             | Boxer                                   |                  |
| 2002 | Cypher                                 | Guàrdia de seguretat de la volta        |                  |
| 2003 | Llàgrimes del sol                      | Terwase                                 |                  |
| 2004 | Hidalgo                                | Jaffa                                   |                  |
| 2005 | The Seed                               |                                         | Pel·lícula curta |
| 2006 | 300                                    | Missatger persa                         |                  |
| 2008 | L'increïble Hulk (The Incredible Hulk) | General Joe Greller                     |                  |
| 2009 | Avatar                                 | Líder del clan del cavall               |                  |
| 2014 | 300: El naixement d'un imperi          | Missatger persa                         |                  |
| 2016 | The Second Sound Barrier               | Thelonious Courage com a The Powerhouse | Pel·lícula curta |
| 2016 | Kevin Hart: What Now?                  | dictador africà                         |                  |
| 2018 | The Scorpion King: Book of Souls       | Nebserek                                | Directe a vídeo  |
| 2019 | Rise                                   | Governador Gaddo                        |                  |
| 2021 | Snake Eyes                             | Mestre cec                              |                  |

### Televisió
| Any       | Títol                                              | Paper                | Notes                                        |
| --------- | -------------------------------------------------- | -------------------- | -------------------------------------------- |
| 1995      | Nancy Drew                                         | Simon                | Episodi: "Welcome To Callisto"               |
| 1997      | Once A Thief                                       | Petrosians Assistant | Episodi: "Macdaddy"                          |
| 1997      | Exhibit: A Secrets of Forensic Science             | Charles Ssenyonga    | Episodi: "Bad Blood"                         |
| 1998      | La Femme Nikita                                    | Taylor               | Episodi: "First Mission"                     |
| 1998      | The Long Island Incident                           | Hugh                 | Pel·lícula de televisió                      |
| 1998      | F/X: The Series                                    | Vincent              | Episodi: "Chiller"                           |
| 1998      | Earth: Final Conflict                              | Paracaigudista       | Episodi: "Wrath of Achilles"                 |
| 1999      | Highlander: The Raven                              | Raphael              | Episodi: "A Matter of Time"                  |
| 1999      | Earth: Final Conflict                              | Alan                 | Episodi: "Emancipation"                      |
| 2000      | The Golden Spiders: A Nero Wolfe Mystery           | Mort Erwin           | Pel·lícula de televisió                      |
| 2000      | Twich City                                         | Prison Guard         | Episodi: "The Return of the Cat Food Killer" |
| 2000      | Enslavement: The True Story of Fanny Kemble        | Quaka                | Pel·lícula de televisió                      |
| 2000      | Relic Hunter                                       | Witch Doctor         | Episodi: "Cross OF Voodoo"                   |
| 2000      | Deep in The City                                   | Lang                 | Episodi: "Gorky Parkette"                    |
| 2001      | Blue Murder                                        | Marlon Anderson      | 2 episodis                                   |
| 2001      | A Nero Wolfe Mystery                               | Receptionist         | Episodi: "The Doorbell Rang"                 |
| 2001      | A Nero Wolfe Mystery                               | Arthur               | Episodi: "Over My Dead Body" Pt.1/Pt.2       |
| 2001–02   | Witchblade                                         | Hecter "Moby" Mobius | 3 episodis                                   |
| 2002      | Tracker                                            | Marak                | Episodi: "Native Son"                        |
| 2002      | Conviction                                         | T-Bone               | Pel·lícula de televisió                      |
| 2005      | Star Trek: Enterprise                              | Daniel Greaves       | 2 episodis                                   |
| 2008      | Terminator: The Sarah Connor Chronicles            | General Perry        | 2 episodis                                   |
| 2010      | Spartacus: Blood and Sand                          | Enòmau / Doctore     | 12 episodis                                  |
| 2011      | Spartacus: Gods of the Arena                       | Enòmau / Doctore     | 6 episodis                                   |
| 2012      | True Blood                                         | Kibwe                |                                              |
| 2012      | Spartacus: Vengeance                               | Enòmau / Doctore     | 10 episodis                                  |
| 2013      | Transformers: Prime                                | Predaking (veu)      | 4 episodis                                   |
| 2013      | Transformers Prime Beast Hunters: Predacons Rising | Predaking (veu)      | Pel·lícula de televisió                      |
| 2013      | Burn Notice                                        | Marco Cabral         | Episodi: "Nature of the Beast"               |
| 2015–16   | Sleepy Hollow                                      | Hidden One           |                                              |
| 2017–2018 | Midnight, Texas                                    | Lemuel Bridger       |                                              |
| 2018      | Marvel's Agents of S.H.I.E.L.D.                    | Qovas                | 6 episodis                                   |
| 2019      | Departure                                          | Levi Hall            | 6 episodis                                   |

### Videojocs
| Curs | Títol      | Rol          | Notes |
| ---- | ---------- | ------------ | ----- |
| 2008 | Dead Space | Zach Hammond |       |